# Polifemo
Polifemo, na mitologia grega, era um ciclope, filho de Poseídon (também são aceitas as grafias Poseidon, Posidão, Posêidon ou Possêidon), e da ninfa Teosa, vivia uma existência solitária em uma caverna próxima à Sicília (junto ao Etna), cuidando de ovelhas.

## Versão de Homero
Texto baseado em Homero, Odisseia, Livro IX
Sua vida é interrompida quando Odisseu (Ulisses, na mitologia romana) e seus homens desembarcam na terra dos ciclopes procurando comida durante a viagem de Troia de volta para casa. Odisseu e os seus companheiros entraram no antro de Polifemo procurando comida e bebidas, não sabendo que se tratava do local onde o ciclope dormia e guardava as suas ovelhas.
Quando Polifemo regressa, fecha a caverna com uma rocha enorme, aprisionando os marinheiros. Ofegantes, frente a figura do gigante de um olho só no meio da testa, eles revelam sua presença. O cíclope agarra dois homens e os devora. Depois de bloquear a entrada da caverna com uma pedra enorme, Polifemo continua devorando dois homens de cada vez. 
Odisseu então arranja um plano para todos escaparem e oferece vinho a Polifemo, que pergunta quem lhe oferece a bebida, ao que Odisseu responde: "foi Ninguém".
Quando Polifemo adormece devido à bebida, Odisseu e seus homens afiam uma vara e a espetam no olho do cíclope, cegando-o.
No dia seguinte, Polifemo abre a caverna para deixar sair as ovelhas, verificando com o tacto se são realmente ovelhas ou os prisioneiros. Porém estes escondem-se, segurando-se por baixo das ovelhas, conseguindo escapar. Polifemo, ao aperceber-se da fuga, grita que "Ninguém tinha-o cegado" aos seus companheiros ciclopes, mas estes ignoram-no. 
Já em seu navio Odisseu zomba de Polifemo e revela seu nome (grita que não tinha sido "Ninguém" a feri-lo, mas sim Odisseu). Polifemo, furioso, atira grandes rochas ao acaso para o mar, que quase atingem a embarcação. 
O ciclope pede a seu pai Posídon que se vingue de Odisseu, amaldiçoando os gregos. Posídon atende, atormentando Odisseu durante o resto da viagem.
Texto baseado na Eneida, Livro III [em linha]
Segundo uma rápida passagem da Eneida, de Virgílio, os troianos passaram pela ilha dos ciclopes aparentemente poucas semanas depois de Odisseu. E lá encontraram Aquemênides, um soldado de Odisseu que foi deixado para trás enquanto os outros fugiam. Ele narra aos troianos o que se passou entre seu rei e Polifemo, mas interrompe a narrativa quando vê que o próprio Polifemo, agora cego, vem caminhando na direção da praia para lavar seu olho ferido.
Em silêncio, os troianos procuram fugir o mais depressa possível dali com seus barcos. Mas Polifemo, embora cego, percebe algo se movendo na água ao lado dele. O monstro tenta agarrar os barcos, mas não consegue e os troianos fogem em segurança. E isso faz o ciclope gritar de ódio o mais alto que pode, atraindo para a praia os demais ciclopes da ilha, que ficam a olhar para os troianos se afastando sem nada poderem fazer.

## Versão de Díctis de Creta
O texto atribuído a Díctis de Creta apresenta uma versão racionalizada do mito. Os irmãos Cíclope e Laestrygon trataram a tripulação de Odisseu com indignidade, e Polifemo e Antiphates, filhos de Cíclope, mataram vários deles; o rei Polifemo, porém, acabou se apiedando deles e aceitou uma trégua. Porém, os companheiros de Odisseu tentaram levar Arene, filha de Polifemo, por quem Alphenor havia se apaixonado, e eles foram expulsos.

## Versão de Ovídio
Texto baseado em Ovídio, Metamorfoses, Livro XIII, 705-897
Segundo Ovídio, antes do encontro com Odisseu, Polifemo havia se apaixonado por Galateia, uma nereida que vivia na Sicília. Galateia rejeitou o amor de Polifemo em favor de um jovem pastor, Ácis, filho de Fauno e da ninfa Symaethis. Quando eles foram apanhados juntos por Polifemo, este cheio de ciúmes esmagou Ácis com uma grande pedra.